# Perotó
Perotó ist eine Ortschaft im Departamento Beni im Tiefland des südamerikanischen Andenstaates Bolivien.
Perotó ist der zentrale Ort des Kanton Perotó im Municipio San Andrés in der Provinz Marbán. Die Ortschaft liegt auf einer Höhe von 165 m an einem linken Nebenfluss des Río Mariquipiri, der nördlich von Trinidad bei San Javier in den Río Mamoré mündet.

## Geographie
Perotó liegt im bolivianischen Tiefland in der Moxos-Ebene, die mit über 100.000 km² eines der größten Feuchtgebiete der Erde ist. Vorherrschende Vegetationsform in der Region San Andrés ist die tropische Savanne.
Die Jahresdurchschnittstemperatur beträgt 26 °C (siehe Klimadiagramm Trinidad), wobei sich die monatlichen Durchschnittstemperaturen zwischen Juni/Juli mit gut 23 °C und Oktober/Dezember von knapp 28 °C nur wenig unterscheiden. Der Jahresniederschlag beträgt fast 2000 mm und liegt somit mehr als doppelt so hoch wie die Niederschläge in Mitteleuropa. Höchstwerten von etwa 300 mm in den Monaten Dezember bis Februar stehen Niedrigwerte von etwa 50 mm im Juli/August gegenüber.

## Verkehrsnetz
Perotó liegt in einer Entfernung von 38 Straßenkilometern südöstlich von Trinidad, der Hauptstadt des Departamentos.
Von Perotó führt eine unbefestigte Landstraße in nördlicher Richtung vier Kilometer zum Nachbarort Somopae und von dort einen weiteren Kilometer zur Nationalstraße Ruta 9. Die Ruta 9 durchquert das gesamte bolivianische Tiefland in Nord-Süd-Richtung, von Guayaramerín im Norden des Landes nach Trinidad und vorbei an Somopae zur Tiefland-Metropole Santa Cruz und weiter nach Yacuiba an der argentinischen Grenze.

## Bevölkerung
Die Einwohnerzahl der Ortschaft hat sich in den vergangenen beiden Jahrzehnten nur unwesentlich verändert:
| Jahr | Einwohner | Quelle       |
| ---- | --------- | ------------ |
| 1992 | 299       | Volkszählung |
| 2001 | 281       | Volkszählung |
| 2012 | 331       | Volkszählung |
| 2024 |           | Volkszählung |